# میلدرید جانسون
میلدرید جانسون (انگلیسی: Mildred Johnston؛ ۱۱ ژوئن ۱۸۹۰ – ۲۰ مارس ۱۹۷۴) تدوین‌گر اهل ایالات متحده آمریکا بود.
از فیلم‌هایی که وی در آن‌ها نقش داشته‌است، می‌توان به هارد اومبره و مزاحم اشاره نمود.